# Aeschynomene baumii
Aeschynomene baumii är en ärtväxtart som beskrevs av Hermann August Theodor Harms. Aeschynomene baumii ingår i släktet Aeschynomene och familjen ärtväxter. Inga underarter finns listade i Catalogue of Life.